# Nové Město (ort i Tjeckien)
Nové Město är en ort i Tjeckien. Den ligger i den centrala delen av landet, 80 km öster om huvudstaden Prag. Nové Město ligger 225 meter över havet och antalet invånare är 376.
Terrängen runt Nové Město är platt. Runt Nové Město är det ganska tätbefolkat, med 96 invånare per kvadratkilometer. Närmaste större samhälle är Chlumec nad Cidlinou, 2,6 km väster om Nové Město. I omgivningarna runt Nové Město växer i huvudsak blandskog.